# Sigrid Neubert
Sigrid Neubert (* 4. September 1927 in Tübingen; † 13. Oktober 2018) war eine deutsche Fotografin, die vor allem auf dem Gebiet der Architekturfotografie bekannt wurde.

## Werdegang und Wirken

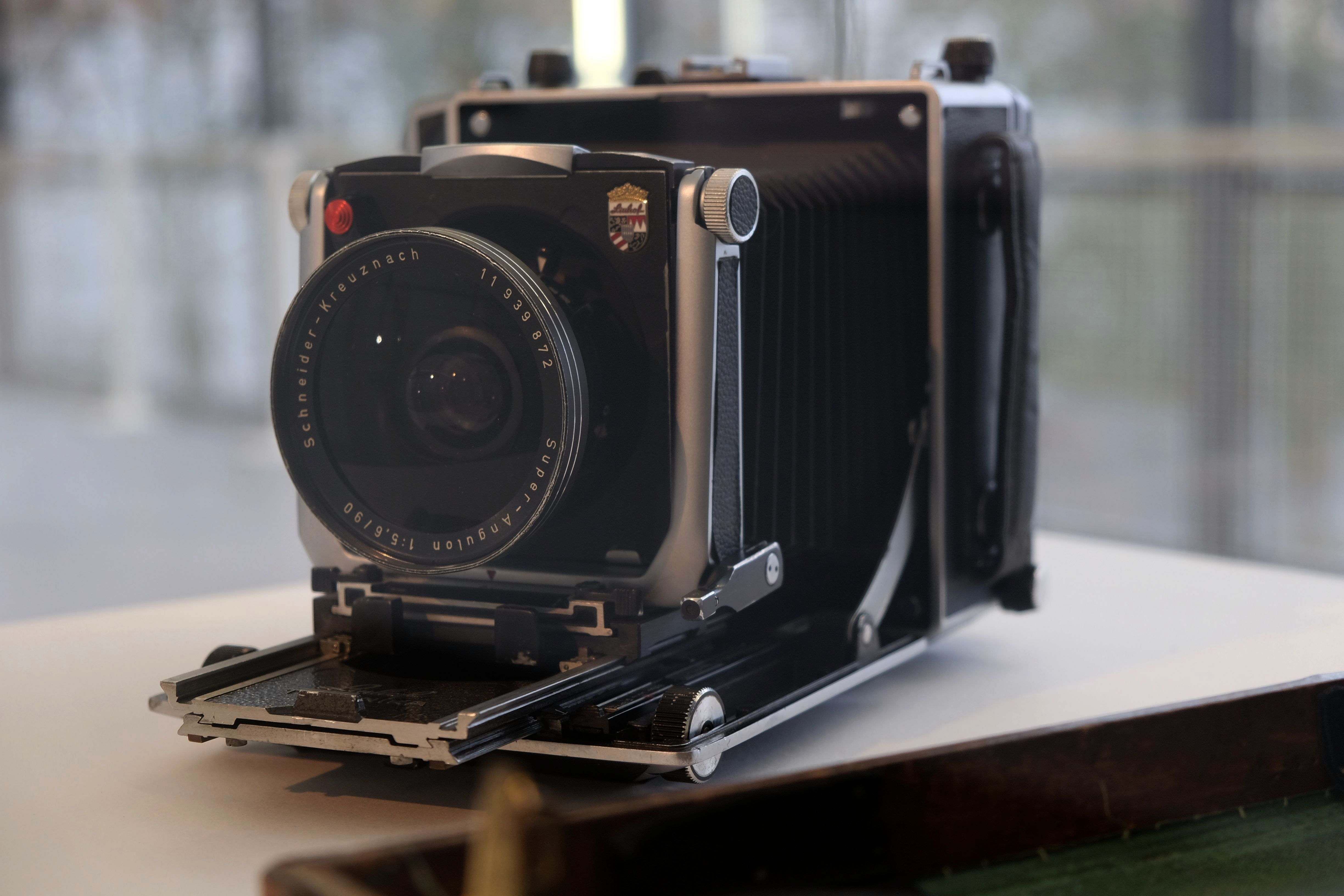
Kamera von Sigrid Neubert (Ausstellung im Lechner Museum)

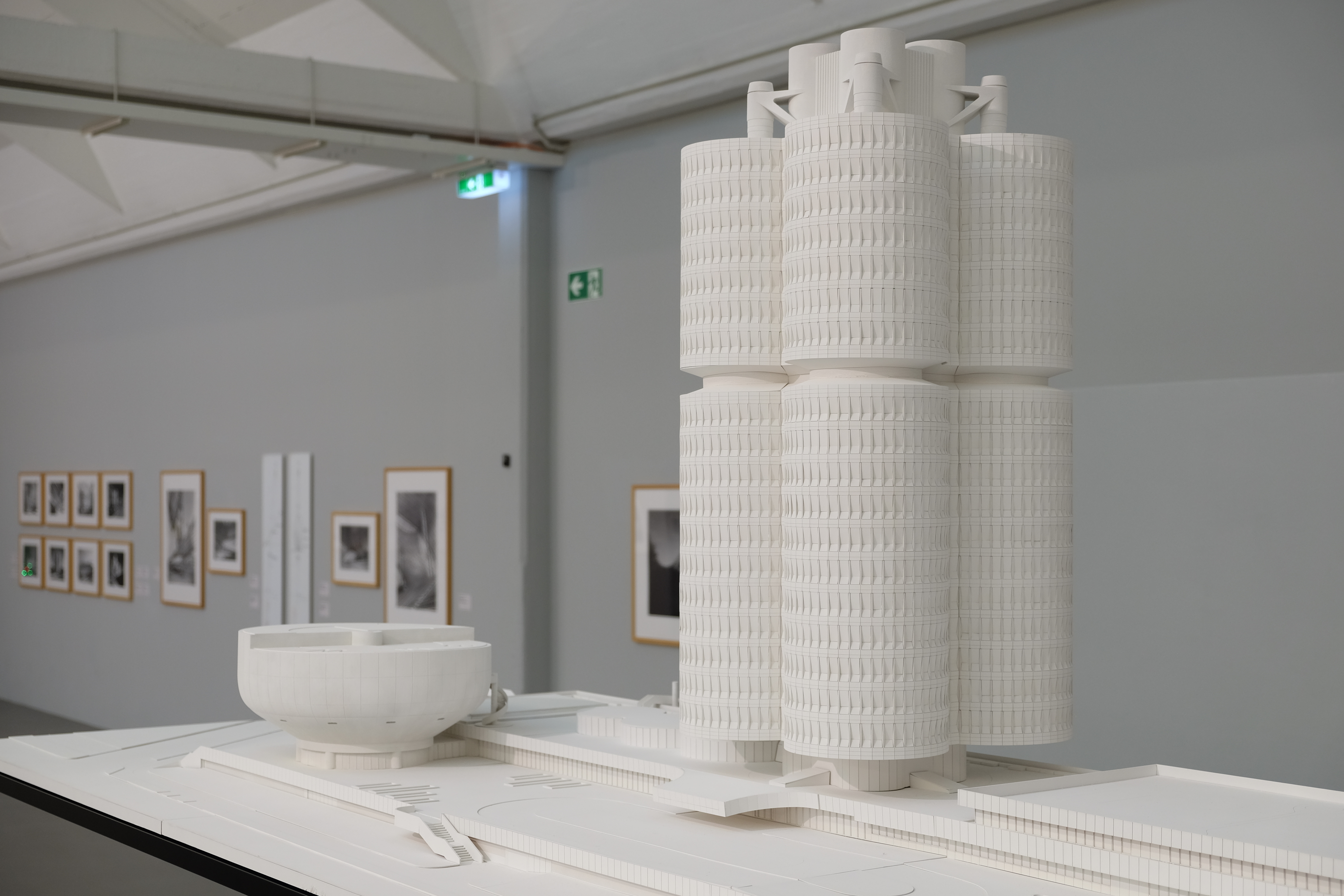
Modell der BMW Hauptverwaltung (Ausstellung im Lechner Museum)

Neubert war die Tochter des Arztes und späteren Anatomieprofessors Kurt Neubert und absolvierte ihre Ausbildung an der Bayerischen Staatslehranstalt für Lichtbildwesen, die sie 1954 mit der Meisterprüfung abschloss. Nach ersten Berufserfahrungen mit Aufnahmen für die keramische Industrie und Glasunternehmen (Rosenthal Porzellan, Gralglas Dürnau), wandte sie sich der Architekturfotografie zu, mit der sie rasch großen Erfolg hatte. Für deutsche Architekten wie Kurt Ackermann, Günter Behnisch, Betz Architekten, Alexander von Branca, Max Breitenhuber, Hans-Busso von Busse, Herbert Groethuysen, Theodor Hugues, Hans Maurer, Paolo Nestler, Franz Riepl, Karl Schwanzer, Werner Wirsing, Erhard Fischer (St. Christophorus) u. a. nahm sie ab 1955 zahlreiche wichtige Neubauten auf. Auftragsreisen führten sie nach Afrika und Südamerika. 
Zur Architekturfotografie kamen seit 1968 Arbeiten zu frei gewählten Themen in der Natur, denen sie sich dann von 1990 bis 2007 ausschließlich widmete. Von 1953 an wurden Sigrid Neuberts Aufnahmen in Architektur- und anderen Fachzeitschriften veröffentlicht und später auch in Ausstellungen im In- und Ausland gezeigt. Bekannt wurden ihre Veröffentlichungen über den Schlosspark Nymphenburg. 1992 wurde sie mit dem Schwabinger Kunstpreis ausgezeichnet.
Sigrid Neubert lebte zuletzt in der Nähe von Berlin. Sie starb im Oktober 2018 im Alter von 91 Jahren. Die Eröffnung der großen Retrospektive zu ihrem Werk im Berliner Museum für Fotografie konnte sie wenige Monate vor ihrem Tod noch miterleben.

## Ausstellungen in Museen und Einrichtungen (Auswahl)
- 1953 „Postwar European Photography“, Museum of Modern Art (MoMA), New York (Gruppenausstellung)
- 1981 Die Neue Sammlung München (Naturaufnahmen)
- 1989 „Die Tempel von Malta“, Staatl. Antikensammlungen München
- 1990 Engelhorn-Reiss-Museen Mannheim
- 1991 Winckelmann Haus, Stendhal
- 1992 Die Tempel von Malta, La Valletta, Malta
- 1993 „Goethe Forest“, Kulturzentrum Amman, Jordanien
- 2002 Kunstverein Aalen
- 2003 „Acht deutsche Fotografen“, Tonji Universität Shanghai; „Vierzylinder“ Architekturgalerie München
- 2004 Galerie Aedes Berlin (Architektur Karl Schwanzer); Galerie D’Architecture, Paris (Architektur Karl Schwanzer);
- 2008 „Abgerissen“ architekturgalerie München (Gruppenausstellung)
- 2013 „Ein Garten der Natur“, Augustinum Kleinmachnow
- 2014 Architektur+Natur. Fotografien von Sigrid Neubert u. a., Neue Galerie Dachau
- 2018 Sigrid Neubert Fotografie. Architektur und Natur. Museum für Fotografie (SMB), Berlin

## Galerieausstellungen
- 2002 Galerie Barbara Gross, München
- 2003 Galerie Göttlicher, Krems (Architektur Karl Schwanzer)
- 2005 Galerie der Moderne / Stefan Vogdt, München
- 2006/2007 Galerie Karin Schneider-Henn, Wasserburg a. Inn
- 2008 „Die Natur baut Bilder“, Galerie Christian Pixis, München
- 2011/2012 „Gebaute Bilder“, Galerie Christian Pixis, München